# Nerissa y Katherine Bowes-Lyon

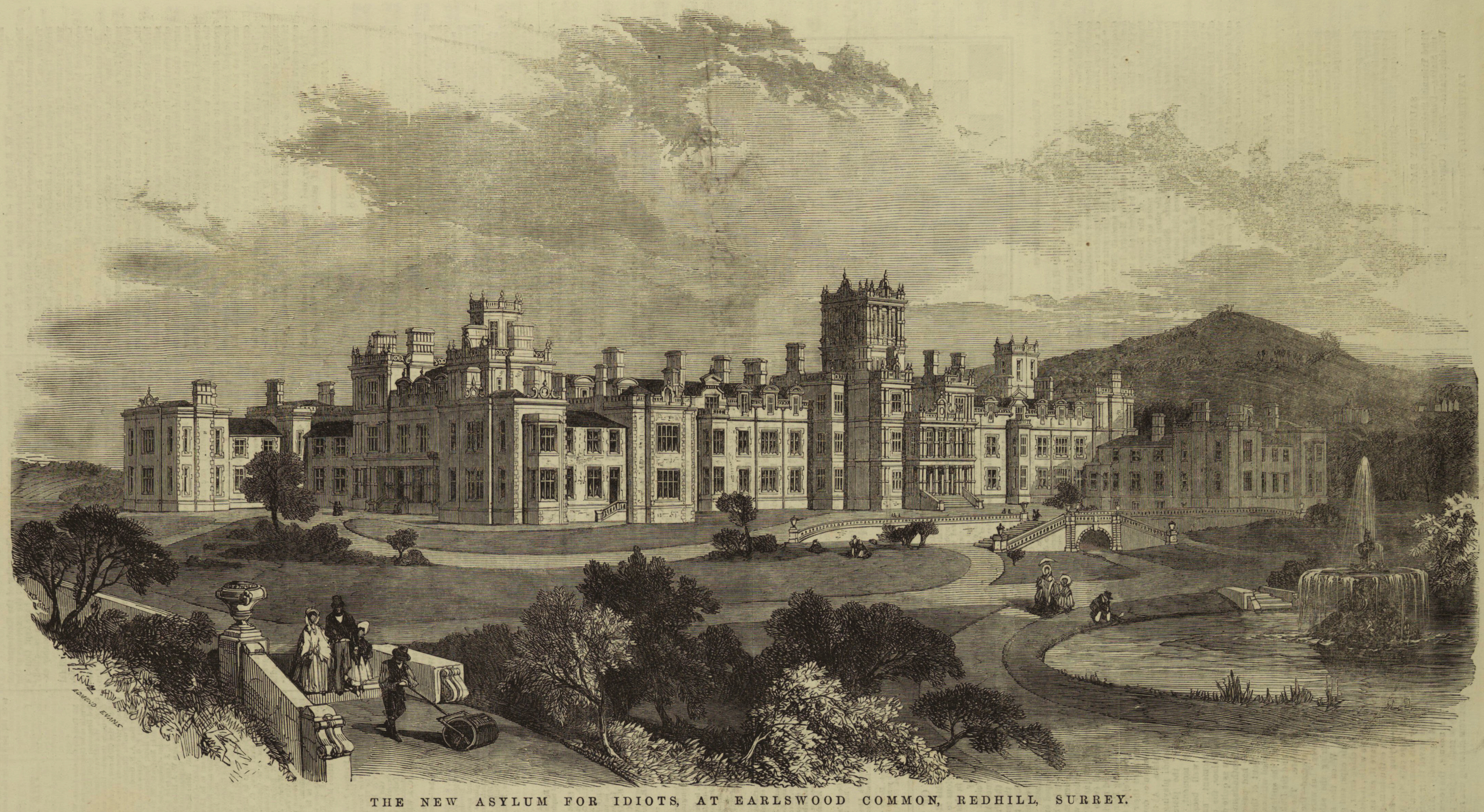
Hospital Real de Earlswood, alrededor de 1854

Nerissa Bowes-Lyon (18 de febrero de 1919 – 22 de enero de 1986) y Katherine Bowes-Lyon (4 de julio de 1926 – 23 de febrero de 2014) eran dos de las hijas de John Herbert Bowes-Lyon y su mujer Fenella (nacida con los apellidos Hepburn-Stuart-Forbes-Trefusis). John era el hermano de Isabel Bowes-Lyon, la Reina Madre, así que las dos hijas eran primas hermanas de la Reina Isabel II y la Princesa Margarita, compartiendo un par de abuelos, Claude Bowes-Lyon, el 14º conde de Strathmore y Kinghorne, y Cecilia Bowes-Lyon, condesa de Strathmore y Kinghorne.
El Burke's Peerage es el libro de genealogía más prestigioso por publicar en detalle datos de la nobleza y la aristocracia de Gran Bretaña e Irlanda. En 1987, salió a la luz que, a pesar de que en la edición de 1963 este libro indicaba que Nerissa y Katherine habían muerto en 1940 y 1961, respectivamente, las hermanas seguían vivas. Habían sido institucionalizadas en el Hospital Real de Earlswood para personas con discapacidad intelectual en 1941. En la terminología de la época, ambas fueron diagnosticadas como «imbéciles» o «idiotas». Tampoco aprendieron a hablar. Nerissa murió en 1986. Solo el personal de la institución en la que vivía asistió al funeral. Por su parte, Katherine murió en 2014. Las hermanas no recibieron dinero alguno de la familia más allá del pago de 125 libras cada año a la institución.
Se señaló a la casa real por ocultar la existencia de ambas mujeres, pero las críticas fueron rechazadas en la prensa por Lord Clinton en 1987. Él indicó que su tía Fenella, madre de ambas mujeres, había completado el formulario para el Burke's Peerage de forma incorrecta debido a que era «una persona imprecisa». A pesar de eso, el libro recogía fechas concretas de la muerte de ambas hermanas. Según un documental televisivo de 2011 sobre las hermanas, «durante su tiempo en la institución no consta registro de que las hermanas jamás fueran visitadas por cualquier miembro de la familia Bowes-Lyon, o de la familia real, a pesar de que su tía, la Reina Madre, era patrona de Mencap», una organización para personas con discapacidad intelectual. El personal de la institución entrevistado en el documental declaró que, por lo que sabían, la familia nunca envió a las hermanas un regalo de cumpleaños, de Navidad o una tarjeta. Cuando Nerissa murió en 1986, nadie de la familia asistió al funeral. Está enterrada en el cementerio Redhill. Su tumba estaba marcada con etiquetas de plástico y un número de serie hasta que su existencia fue difundida en los medios de comunicación; entonces, la familia añadió una lápida.
Tres primas con discapacidad intelectual de ambas mujeres también vivían en la institución Earslwood. Harriet Hepburn-Stuart-Forbes-Trefusis (1887–1958), hermana de Fenella, la madre de Nerissa y Katherine, quien se casó con el comandante Henry Nevil Fane, y tres de sus siete hijas vivieron en la institución Earslwood: Idonea Elizabeth Fane (1912–2002), Rosemary Jean Fane (1914–1972) y Etheldreda Flavia Fane (1922–1996). David Danks, director entonces del Instituto de Investigación Murdoch, señaló que una enfermedad genética pudo haber matado a los varones de la familia a una edad temprana, mientras que causó discapacidad intelectual en las mujeres En 1996, las primas que aún vivían fueron cambiadas a la institución Ketwin House en Surrey. Cuando esta cerró en el año 2001, de nuevo fueron cambiadas a otra institución de Surrey.

## En la cultura popular
Las hermanas aparecen representadas en el séptimo episodio de la cuarta temporada de la serie de Netflix The Crown.